# Тумчевище
Тумчевище или Тумчевища (срещат се и формите Тунчевище/Тунчевища, на македонска литературна норма: Тумчевиште; на албански: Tumçevishti) е село в Северна Македония в Община Гостивар.

## География
Селото е разположено на 7 километра северно от град Гостивар и 2 километра от магистралния път Гостивар - Тетово в областта Горни Полог. Землището на селото е с много ливади, а животновъдството е доста развито. Село Тумчевище е от събран тип, групирано в две махали: Горна и Долна.

## История

### Етимология
Според академик Иван Дуриданов името е първоначален патроним на -ишти < -itji, според Станислав Роспонд от първоначално *Tomčevišta, а според Йордан Заимов от личното име Тумче, Тумчо от Тума/Тома.

### В Османската империя
Тумчевище се споменава в османски източници от 1461 или 1462 година. Според местни предания селото е било разорявано през османско време, местните църкви и манастир били разрушени, а населението се е изселило. По-късно е било отново заселено.
В началото на XIX век Тумчевище е българско село в Гостиварска нахия на Тетовска кааза на Османската империя. Според статистиката на Васил Кънчов („Македония. Етнография и статистика“) в 1900 година Тумчевище има 310 жители българи християни.
Според патриаршеския митрополит Фирмилиан в 1902 година в селото има 18 сръбски патриаршистки къщи. В 1905 година всички християнски жители на Тумчевище са под върховенството на Българската екзархия. Според секретаря на екзархията Димитър Мишев („La Macédoine et sa Population Chrétienne“) в 1905 година в селото има 160 българи екзархисти.
До 1912 година Тумчевища е чифлик на различни мюсюлмански собственици, които имат кули в селото. При избухването на Балканската война в 1912 година 4 души от селото са доброволци в Македоно-одринското опълчение.

### В Сърбия, Югославия и Северна Македония
След Междусъюзническата война в 1913 година селото попада в Сърбия.
По време на българското управление на Вардарска Македония през Първата световна война Тумчевища е част от Врабчишка община в Гостиварска околия и има 113 жители.
Според Афанасий Селишчев в 1929 година Тумчевища е село в Галатска община в Горноположкия срез и има 22 къщи със 133 жители българи.
През 1943 година селото е резорено от албанци от Чегране и други села.
През 1947 година в селото има 16 рода, разпределени в 39 къщи.
Според преброяването от 2002 година селото има 235 жители македонци.

## Личности
Родени в Тумчевище
- Аврам Иванов, български опълченец, ІІI опълченска дружина, умрял преди 1918 г.[12]
- Копров Тома, македоно-одрински опълченец, 21-годишен; 2-ра рота на 9-а Велешка дружина; неизвестно - 5.VII 1913г. убит [13]
- Кипрев Тома, македоно-одрински опълченец, 21-годишен; хлебар; 3-та рота на 9-а Велешка дружина; 20.IX.1912г. - неизвестно[14]
- Новаков Исаил Петров, македоно-одрински опълченец,1-ва рота на 2-ра Скопска дружина; 20.IX.1912г. - неизвестно[15]
- Теофилов Манчо, македоно-одрински опълченец, 21-годишен; бозаджия; I отделение; 4-та рота на 9-а Велешка дружина; 8.X.1912г. - 10.VIII.1913г.[16]